# 黃貞瑜
黃貞瑜（1982年2月23日—），中華民國政治人物，出生於嘉義縣，畢業於世新大學口語傳播學系、國立中正大學政治學研究所、國立台灣大學生物產業傳播暨發展研究所。民主進步黨籍，曾任嘉義縣大林鎮代理鎮長，第16、17屆嘉義縣大林鎮鎮長，曾為台灣最年輕女鎮長，歌手黃思婷的姑姑，現任嘉義縣農會總幹事。

## 政治生涯
黃貞瑜原與許多中南部年輕人相同，離鄉背井求學求職，直到父親驟逝後毅然決定返鄉參與公共事務並陪伴母親李秀美。其後歷經輔選2005年縣市長三合一選舉及2007年國會減半後首次的立法委員改選，更在2008年總統大選組織並領導嘉義青年團參與輔選工作。
2008年7月奉縣長派代為大林鎮代理鎮長，擔任代理鎮長開始推動行政革新，除了定期以電腦簡報方式向全鎮300多位里鄰長施政報告，更多次帶領主管團隊下鄉傾聽民意，以活力及專業領政的表現改變外界對年輕人參政的疑慮；為了解決延宕十多年的大林鎮焚化爐停建賠償爭議，黃貞瑜在代理鎮長 一年內全心投入漫長的司法訴訟以及談判過程，堅持透明協商以及守護鎮產的態度，讓大林鎮原先被廠商查封拍賣的鎮產獲得全數歸還，難能可貴的是成功與廠商達成協議，大幅降低鎮公所對廠商的賠償金額總計高達4千萬。
代理鎮長不到兩年的政績讓黃貞瑜在2009年12月當選第16屆大林鎮鎮長，並以3,000多票的差距擊敗捲土重來的國民黨籍前任鎮長，創下大林鎮歷屆鎮長選舉得票數差距最大的紀錄。因為黃貞瑜的從政表現以及獲得鄉親廣泛的肯定，帶動嘉義年輕人勇敢投入政治的風潮，多位代表民進黨的七年級刺客皆順利當選鄉鎮市長及議員。
2014年11月29日黃貞瑜再度當選連任並以超越對手6,000票的得票差距打破自己在2009年創下的紀錄。在鎮務上展現專業能力，致力於行政效能的提升；豐富的基層行政資歷，讓黃貞瑜能夠屢屢點出國民黨政府的政策悖離現實的缺失，對於時事議題的掌握更常是媒體關注的焦點。
2017年3月31日，黃貞瑜獲聘嘉義縣農會總幹事，因而辭去鎮長職務，縣長張花冠簽核由縣議員葉和平代理大林鎮長至任期結束，因此黃貞瑜也成為台灣第一個縣農會女總幹事。
2020年因主持蔡英文總統選舉造勢，被封為綠營造勢場「超強主持人」。
2021年4月2日黃貞瑜順利連任嘉義縣農會總幹事。
2024年紐約時報台灣選舉觀察新聞英文版「‘Frozen Garlic!’ Taiwan Likes Its Democracy Loud and Proud」、中文版「台灣人如何為選舉造勢？橫幅、熱舞、『凍蒜』口號」報導台灣選舉特色，採訪黃貞瑜有關造勢主持的心得。
| 2009年大林鎮鎮長選舉結果 | 2009年大林鎮鎮長選舉結果 | 2009年大林鎮鎮長選舉結果 | 2009年大林鎮鎮長選舉結果 | 2009年大林鎮鎮長選舉結果 | 2009年大林鎮鎮長選舉結果 | 2009年大林鎮鎮長選舉結果 |
| 號次                     | 候選人                   | 政黨                     | 得票數                   | 得票率                   | 當選標記                 |                          |
| ------------------------ | ------------------------ | ------------------------ | ------------------------ | ------------------------ | ------------------------ | ------------------------ |
| 1                        | 吳森池                   | 無黨籍                   | 363                      | 1.84%                    |                          |                          |
| 2                        | 簡和清                   | 中國國民黨               | 7,868                    | 39.99%                   |                          |                          |
| 3                        | 黃貞瑜                   | 民主進步黨               | 11,446                   | 58.17%                   |                          |                          |
| 選舉人數                 | 選舉人數                 | 選舉人數                 | 26,505                   | 26,505                   | 26,505                   |                          |
| 投票數                   | 投票數                   | 投票數                   | 20,045                   | 20,045                   | 20,045                   |                          |
| 有效票                   | 有效票                   | 有效票                   | 19,677                   | 19,677                   | 19,677                   |                          |
| 無效票                   | 無效票                   | 無效票                   | 368                      | 368                      | 368                      |                          |
| 投票率                   | 投票率                   | 投票率                   | 75.63%                   | 75.63%                   | 75.63%                   |                          |

2014年11月當選第17屆大林鎮鎮長。2017年4月7日轉任嘉義縣農會總幹事。
| 2014年大林鎮鎮長選舉結果 | 2014年大林鎮鎮長選舉結果 | 2014年大林鎮鎮長選舉結果 | 2014年大林鎮鎮長選舉結果 | 2014年大林鎮鎮長選舉結果 | 2014年大林鎮鎮長選舉結果 | 2014年大林鎮鎮長選舉結果 |
| 號次                     | 候選人                   | 政黨                     | 得票數                   | 得票率                   | 當選標記                 |                          |
| ------------------------ | ------------------------ | ------------------------ | ------------------------ | ------------------------ | ------------------------ | ------------------------ |
| 1                        | 黃貞瑜                   | 民主進步黨               | 11,972                   | 66.54%                   |                          |                          |
| 2                        | 簡志偉                   | 中國國民黨               | 6,020                    | 33.46%                   |                          |                          |
| 選舉人數                 | 選舉人數                 | 選舉人數                 | 26,305                   | 26,305                   | 26,305                   |                          |
| 投票數                   | 投票數                   | 投票數                   | 18,720                   | 18,720                   | 18,720                   |                          |
| 有效票                   | 有效票                   | 有效票                   | 17,992                   | 17,992                   | 17,992                   |                          |
| 無效票                   | 無效票                   | 無效票                   | 728                      | 728                      | 728                      |                          |
| 投票率                   | 投票率                   | 投票率                   | 71.17%                   | 71.17%                   | 71.17%                   |                          |

## 重要政績
1. 黃貞瑜代理大林鎮長時，公所債務近兩億元，甚至因國家賠償欠民間公司一大筆錢，辦公廳舍、同濟中學租用的鎮有地都遭查封，她要求同仁共體時艱、能省則省，連她就職費用都自己要求刪除，如此咬緊牙關省錢，公所財政逐漸好轉，前天總算將近兩千五百萬元的中央統籌分配款墊借未還款還清，目前只剩積欠台銀的優惠存款利息。[8]。
2. 2010年於北向大林入口處，創設「大林My Darling」景觀地標入口意象，將「Dalin」（大林英文地名）與「Darling」（親愛的）的諧音趣味巧妙表現大林。此地標吸引許多結婚新人來拍婚紗照。[9]。
3. 2010年、2013年兩度獲選環保署「營造優質環保示範區」全國前五大示範級鄉鎮，使大林鎮成為環保署標竿示範地區。
4. 2012年獲經濟部補助「大林鎮蘭花文化創意產業發展計畫」，高度行銷大林「米蘭小鎮‧My Darling」。
5. 2014年獲選環保署「營造友善城鄉環境」拔尖級推動單位，為營造My Darling慢城友善城鄉環境示範區。

## 新聞事件
- 日本沖繩舉行「台灣祭」，嘉義縣農會總幹事黃貞瑜率青農代表設攤推廣嘉義農產品，並因中華隊擊敗美國隊，於現場免費招待不分國籍的來客，分享勝利喜悅。[10]
- 嘉義縣農會昨天召開理、監事會，除選出理事長邱耀瑞、常務監事林偉震，理事會並以全票十五票聘任大林鎮鎮長黃貞瑜為縣農會總幹事。[11]
- 中秋節將屆，嘉義縣大林鎮種植文旦的邱姓老婦，因文旦外觀不夠漂亮而滯銷，她心急如焚，弘道基金會大林站長洪鑾瑛代邱婦向前大林鎮長李秀美求助，李秀美與女兒嘉義縣農會總幹事黃貞瑜伸出援手，購買邱婦的文旦，昨將部分文旦分送給大林低收入與邊緣戶。[12]
- 嘉義縣農會開發在地雜糧養生食品薏仁茶包、香酥黑豆、海苔米香鬆、玉米沙琪瑪，自創品牌「魔豆嘉滿」，自用送禮皆宜，縣農會總幹事黃貞瑜說，開發農特產品禮盒，幫農民多管道促銷優質糧品，也讓消費者吃得健康。[13]
- 競選晚會主持小天后黃貞瑜 北上行銷嘉義縣農特產年貨。[14]
- 李秀美因賄選官司被停職，去年7月嘉義縣政府指派黃貞瑜代理大林鎮長，引發正反兩面評價。[15]
- 連任成功的大林鎮長黃貞瑜就職典禮後，凝聚愛的力量，將日前與網友交換的50件聖誕禮物，分送給單親與低收入戶等弱勢家庭小朋友。[16]
- 大林鎮公所在鎮長黃貞瑜號召下，集結各里志工300多人，兵分8路展開大掃除，也前往鎮內急需救助的獨老家中打掃，讓年邁體弱的鄉親覺得「很感謝」。[17]
- 嘉義縣大林鎮長黃貞瑜以大林諧音「Darling」為名，積極推展「大林 is My Darling」系列活動。」。[18]
- 大林鎮公所在台一線往鎮內的入口草地以「My Darling」造景[19]當時年輕未婚的大林鎮長黃貞瑜成為代言人。[20]

### 濫用公務車案
- 大林鎮長丈夫涉貪 訊後無保請回[21][22]。
- 黃貞瑜夫妻被起訴，原因事實是黃與丈夫於黃大林鎮長任內將公所公務車挪為私用、並以公費報銷公務車的油費。[23][24][25]2017年9月7日，一審嘉義地方法院依「假借職務詐欺罪」判黃貞瑜1年8月、夫婿李豐全1年6月。[26]。
- 2018年6月，二審台灣高等法院台南分院合議庭認為，黃貞瑜原就可用公務車，並非施行詐術才使用；她與先生將公務車挪作私用，逸脫出公務車使用規定，並持車隊加油卡核銷油料，是違背忠誠義務，不合詐欺要件。另外李已繳回6,183元，原審量刑確實太重，因此撤銷原判決，改以「背信罪」論刑。宣告兩人緩刑3年，需在判決確定半年內，各向公庫支付30萬元[27]。